# Roderick Blakney
Roderick Bertrand Blakney  (6 de agosto de 1976, Hartsville, Carolina del Sur) es un exjugador de baloncesto estadounidense con nacionalidad búlgara que jugaba en la posición de base.

## Biografía
Formado en la Universidad Estatal de Carolina del Sur, llegó al basket europeo en 2001, fichando por el Iraklis griego. A partir de entonces, ha defendido los colores del AEK (2002-03), Maroussi (2003-06), Dynamo Moscú (2006-07), Olympiakos (2007-08), Turk Telekom (2008-09) y Panellinios (2009-10). La temporada 2009-10 llevó  a Panellinios hasta el Eurocup Finals, promediando en la competición continental 11.2 puntos, 2.1 rebotes y 3.1 asistencias, mientras que en la competición doméstica firmó 12,1 puntos, 1,9 rebotes y 2,4 asistencias.
En noviembre de 2010 Blakney llega para sustituir a Terrell McIntyre fichando por dos meses por el Unicaja de Málaga. En enero de 2011 Roderick alarga su contrato con el Unicaja hasta final de temporada, debido a sus grandes actuaciones en los partidos de ACB y de Euroliga. Promedió a lo largo de la temporada 6,7 puntos y 2,4 asistencias en ACB.
En octubre de 2011  ficha por el Lokomotiv Kuban ruso de Bozidar Maljkovic.
En diciembre de 2012  fichó por el Cajasol Sevilla, equipo en el que termina la temporada, siendo este su último equipo como profesional. 